# NGC 4339
NGC 4339 ist eine elliptische Galaxie mit aktivem Galaxienkern vom Hubble-Typ E1 im Sternbild Jungfrau nördlich der Ekliptik. Sie ist schätzungsweise 53 Millionen Lichtjahre von der Milchstraße entfernt und hat einen Durchmesser von etwa 30.000 Lj. Die Galaxie wird unter der Katalognummer VVC 648 als Teil des Virgo-Galaxienhaufens gelistet.

Im selben Himmelsareal befinden sich u. a. die Galaxien NGC 4326, NGC 4333, NGC 4376, IC 3268.
Das Objekt wurde am 13. April 1784 von Wilhelm Herschel entdeckt.